# Athripsodes stigma
Athripsodes stigma är en nattsländeart som beskrevs av Douglas E. Kimmins 1953. Athripsodes stigma ingår i släktet Athripsodes och familjen långhornssländor. Inga underarter finns listade i Catalogue of Life.